# المتحولون: حرب من أجل سايبرترون
المتحولون: حرب من أجل سايبرترون هي لعبة فيديو تصويب من منظور الشخص الثالث تعتمد على العلامة التجارية الإعلامية «المتحولون»، طورتها هاي موون استوديو ونشرتها أكتيفيجن. أُصدرت لأجهزة إكس بوكس 360 وبلاي ستيشن3 ومايكروسوفت ويندوز في يونيو 2010. وصدرت نسختان محمولتان من أجل نينتيندو دي أس، أحدهما يتميز بحملة أوتوبوت، والآخر حملة ديسيبتيكون. لعبة لجهاز وي، المتحولون: مغامرات سايبرترون، طورتها نيكست ليفي غيمز وتستخدم نفس الشخصيات والإعدادات مثل حرب من أجل سايبرترون.
تدور أحداث اللعبة على كوكب سايبرترون الخاص بالمتحولون، قبل وصولهم إلى الأرض، وتصور اللعبة الحرب الأهلية المميتة بين الأوتوبوتس والديسيبتيكون. يمكن للاعبين اختيار أي من الفصيلين، حيث أن لكل منهما حملته الخاصة (على الرغم من أن ديسيبتيكون هو الأول حسب الترتيب الزمني). تدور حبكة اللعبة حول مادة تعرف باسم دارك إنيرجون، وهي نسخة أكثر خطورة وتدميرًا من إنيرجون، والتي تعمل على تشغيل المتحولون. بينما يبحث زعيم الديسيبتيكون الشرير ميجاترون عن هذه المادة لنفسه، معتقدًا أنه سيسمح له بإعادة الكوكب إلى «عصره الذهبي»، يحاول الأوتوبوت، بقيادة أوبتيموس برايم، منعه، مدركين أنهم لو لم يفعلوا ذلك سيقضي على عالمهم الأصلي.
تلقت لعبة حرب من أجل سايبرترون مراجعات إيجابية بشكل عام، حيث اعتبرها الكثيرون بمثابة تقدم مقارنة بألعاب المتحولون السابقة. وأُشيد بها بسبب تعدد اللاعبين، وتصميمات الشخصيات، والتمثيل الصوتي، مع انتقادات للتصميم المرئي لإعداد اللعبة. صدرت تكملة، المتحولون: سقوط سايبرترون، في أغسطس 2012.

## اللعب
تُلعب حرب من أجل سايبرترون من منظور الشخص الثالث. ويُصنف المتحولون إلى أربع فئات رئيسية، القائد، الجندي، العالِم، والكشاف. وكل شخصية في الحملة هي واحدة من هذه الأنواع، وتتأثر أسلحتها وقدراتها وشكلها إلى حد كبير بفئة شخصيتها. يمكن للاعبين التغيير بين الأشكال حسب الرغبة، ولكل شكل قدرات فريدة. بينما يمكن للشخصيات في شكل روبوت جمع أسلحة مختلفة، تذكرنا بتلك الموجودة في ألعاب إطلاق النار من منظور الشخص الأول. بينما يمكن للشخصيات في شكل المركبات زيادة سرعتها.
كل مستوى حملة يعطي اللاعب الاختيار من بين ثلاثة متحولين. الحملة يمكن أن تلعب بواسطة لاعب فردي أو أن تكون متعددة اللاعبين عبر الإنترنت، يمكن الدخول أو الخروج من اللعبة في أي وقت. إذا كان هناك أقل من ثلاثة لاعبين، فإن الذكاء الاصطناعي للعبة يتحكم في الشخصيات المتبقية القابلة للعب. تقتصر الأوضاع التعاونية والتنافسية للعبة على اللعب عبر الإنترنت، مع عدم توفر ميزات تقسيم الشاشة. صُممت مستويات اللعبة للسماح للشخصيات بالتنقل ولعب اللعبة بشكل مريح في أي من الوضعين.

### تعدد اللاعبين
لا تسمح الألعاب التنافسية متعددة اللاعبين للاعبين بالتحكم في الشخصيات الرسمية المسماة، وبدلاً من ذلك يجب عليهم تصميم شخصية متحولهم الخاص بهم. على غرار الحملة، تُقسَّم الشخصيات العامة متعددة اللاعبين إلى أربع فئات للشخصيات. على عكس الحملة، فإن كل شخصية جرى إنشاؤها تتميز بقدر من التخصيص. يمكن للاعبين تحديد نموذج أساسي وشكل المركبة، ثم تغيير الألوان الرئيسية لشخصيتهم وتعديل معدات الأسلحة وقدراتها بناءً على فئة الشخصية هذه. يتميز جانب تعدد اللاعبين أيضًا بالتجربة ونظام تسوية، بما في ذلك الامتيازات والترقيات التي تذكرنا بلعبة كول أوف ديوتي: مودرن وورفير2، وهي لعبة أخرى من ألعاب أكتيفيجن.
يوجد في اللعبة عدة أوضاع متعددة اللاعبين للاختيار من بينها. مباراة الموت هي لعبة مجانية للجميع حيث يكون اللاعب صاحب أكبر عدد من القتلى في نهاية اللعبة هو الفائز. يتم تقسيم اللاعبين في فريق مباراة الموت إلى فرق أوتوبوت وديسيبيتكون. الفريق الفائز هو الذي يكسب أكبر عدد من القتلى. كونكويست هي لعبة بأسلوب الالتقاط والاحتفاظ، مشابهة لوضع الاستيلاء الموجود في سلسلة : حروب النجوم: جبهة القتال. تنتشر نقاط تحكم متعددة عبر المستوى. الهدف هو أن يستولي اللاعبون على نقاط سيطرة العدو من خلال الوقوف بالقرب منهم لفترة محددة من الوقت أثناء الدفاع عن نقاط الحكم الخاصة بهم. في العد التنازلي للانقراض، يجب على اللاعبين أخذ قنبلة نشطة ووضعها في قاعدة العدو، على غرار وضع الهجوم في سلسلة هيلو. صراع على السلطة، هي اللعبة المكافئة لنوع لعبة ملك التل الشائعة. أخيرًا كود القوة هي وضع يتكون من دقيقتين ونصف الدقيقة حيث تتنافس الفرق للحصول على سلاح قتال عملاق. يتوفر أيضًا وضع لعبة التصعيد (إيسكاليشن)، وهو الوضع الوحيد متعدد اللاعبين حيث يمكن للاعبين التحكم في الشخصيات من الحملة أو من المحتوى القابل للتحميل. يختار اللاعبون فصيلًا ثم يعملون بشكل تعاوني لهزيمة الموجات المستمرة من روبوتات العدو حتى يتم هزيمة جميع اللاعبين، على غرار وضع هورد (حشد) الموجود في أوضاع لعبة غيرز أوف وور وسلسلة هالو فاير فايت. يربح اللاعبون أرصدة من خلال هزيمة الأعداء والتي يمكن استخدامها لفتح الذخيرة والأسلحة والصحة ومناطق جديدة في كل خريطة.

## ملخص

### الضبط
تم ضبط حرب من أجل سايبرترون على كوكب سايبرترون، قبل اتصال المتحولون بكوكب الأرض. الروبوتات بطبيعتها لديها القدرة على التحول من وضع الروبوت الخاص بها إلى شكل بديل، عادة ما تكون مركبة، مثل دبابة أو طائرة. ويشارك المتحولون في الحرب الأهلية الشاملة مع بعضهم البعض. يشكل مجموعة من المتحولين الشريرين مجموعة منشقة منفصلة عن الفصيل الرئيسي. يُعرفون باسم الديسيبتيكون، وهم يتبعون ميجاترون، زعيمهم القوي والقاسي. الفصيل الرئيسي، المعروف باسم أوتوبوتس، يتبع قيادة زيتا برايم. ومع ذلك، بعد مقتل زيتا برايم في المعركة، يجب على زعيم عديم الخبرة يدعى أوبتيموس أن يحل محله ويقود الأوتوبوت إلى النصر قبل أن يُفسد ميجاترون الكوكب، وهو نفسه متحول يعمل بالدارك إنيرجون. كلا الفصيلين لهما فريقهما الخاص، كل منها يحتوي على خمسة مراحل، ويمكن للاعبين اختيار إما اللعب أولاً؛ زمنياً، قصة ديسيبتيكون وهي الأولى، وتتبعها مباشرة قصة أوتوبوت.

### الشخصيات
| Autobots                                               | Autobots                                      | Autobots                                                | Autobots                                          |
| ------------------------------------------------------ | --------------------------------------------- | ------------------------------------------------------- | ------------------------------------------------- |
| - أرسيe - آير رايد - بامبل بي                          | - ايرونهايد - جازab - جيتفاير                 | - أوميجا سوبريمcd - أوبتيموس برايم - راتشيت - سكاترشوتb | - سايدسوايب - سيلفربولت - وورباث - زيتا برايم bc  |
| Decepticons                                            |                                               |                                                         |                                                   |
| - باريكاد - براول - بريكداون - ديد إيندb - ديموليشورab | - فرينزيcd - ليزربريكcd - ميجاترون - أونسلوتb | - رامبلcd - شوك ويفab - سكايوراب - سليبستريمe           | - ساوندويف - ستارزكريم - ثاندركريكر - تريبتيكونcd |

^a في الأصل مكافأة الطلب المسبق
^b محتوى قابل للتنزيل للاعبين المتعددين
^c غير قابل للعب في الحملة
^d غير قابل للعب في وضع متعدد اللاعبين
^e مفتوح كشخصية متعددة اللاعبين

### حملة ديسيبتيكون
يسعى زعيم الديسبتيكون ميجاترون إلى إعادة كوكب سايبرترون -موطن المتحولين- إلى «عصره الذهبي» باستخدام دارك إنيرجون الأسطوري، وهو مادة غير مستقرة لديها القدرة على إفساد الحياة على الكوكب، والتي يُشاع أنها محفوظة في محطة أبحاث مدارية يحرسها قائد السماء ستارزكريم وقواته. يقود ميجاترون الديسيبتيكون، بما في ذلك باريكاد وبراول، بهجوم على المحطة، حيث يشرع في شق طريقه عبر حراس ستارزكريم، ووصل في النهاية إلى مصنع تصنيع الدارك إنيريجون. بعد أن يغمر ميجاترون نفسه فيه، يسعى ستارزكريم لتعلم كيفية التعامل مع دارك إنيرجون أيضًا، ويعرض ولائه لميجاترون مقابل تعليمه هذه القوة، في حين أن زميله جيتفاير، الذي صدم من خيانة ستارزكريم، يهرب من المحطة الفضائية لتحذير زعيم الأوتوبوت زيتا برايم.
الآن أمر ميجاترون الديسيبتيكون وستارزكريم وزملائه الباحثين وثاندركراكر وسكايوراب بإعادة تنشيط جسر إنيرجون الذي سيغذي المحطة بالإنيرجون الخام، مما يسمح بتصنيع المزيد من دارك إنيرجون. بمجرد نجاحهم، طور ميجاترون خطة للسيطرة على سايبرترون من خلال إصابة نواة سايبرترون بدارك إنيرجون، وشن هجومًا واسع النطاق على مدينة لاكون عاصمة أوتوبوت، بحثًا عن عنصر يسمى أوميجا كي، والذي سيمنحه الوصول إلى نواة سايبرترون. إلى جانب الديسيبتيكون والساوندويف وبريكداون، يشق ميجاترون طريقه عبر العديد من الأوتوبوت للوصول إلى زيتا برايم، الذي يمتلك مفتاح أوميغا في حوزته، وينتصر عليه في النهاية. ثم يطالب ميجاترون بالمفتاح ويأخذ المهزوم زيتا برايم أسيرا، على الرغم من أن زيتا برايم يحذر ميجاترون من أن المفتاح ليس هو الوسيلة الفعلية لفتح النواة، بل هو جهاز يستدعي المفتاح الحقيقي: أوتوبوت ضخم يعرف باسم أوميغا سوبريم.
مع مطاردة أوميغا سوبريم لهم وتدمير كل شيء في طريقه، يضع ميجاترون، ساوند ويف، بريكداون خطة لإغرائه إلى السطح حيث نصبوا له كمينًا لإطلاق النار عليه باستخدام الأبراج الدفاعية على السطح، مما تسبب في هبوطه إلى مستويات سايبرترون المنخفضة. على الرغم من إصابته بجروح خطيرة، نجا أوميغا سوبريم وقام بمحاولة أخيرة لقتل الديسيبتيكون، لكنه هُزم في النهاية وأسر. ثم يجبر ميجاترون أوميغا المهزوم على فتح الباب إلى قلب سايبرترون ويسافر إلى هناك مع أتباعه، ويصيب بنجاح قلب الكوكب، وأيضًا المتحول بالدارك إنيرجون يبدأ بسرعة في الانتشار على الكوكب بأكمله.

### حملة أوتوبوت
وسط معركة للدفاع عن لاكون من قوات ديبيستيكون، يتم إبلاغ جندي أوتوبوت أوبتيموس بواسطة الكشافة بامبلبي عن اختفاء زيتا برايم. يتولى أوبتيموس مؤقتًا دور القائد، مع بامبلبي والمسعف راتشيت، يقود حملة دفاعية لمحاربة الديسيبتيكون في إياكون، وإعادة تنشيط مدافع المدينة الدفاعية وشبكة الاتصالات. يسافر الثلاثي بعد ذلك إلى داكاجون بلازا، حيث هزموا الديبيستيكون ستارزكريم الذي تم تجنيده مؤخرًا، مما أجبره هو وبقية قوات الديبيستيكون على التراجع في لاكون. بعد ذلك بوقت قصير، يتلقى الأوتوبوت نداء استغاثة من زيتا برايم، الذي لا يزال على قيد الحياة، والذي يكشف أنه محتجز في سجن في مدينة كاون عاصمة ديسبتيكون. إلى جانب بامبلبي وسايدسوايب، يسمح أوبتيموس بالقبض على نفسه والآخرين من أجل التسلل إلى كاون، حيث يتم تحريرهم بمساعدة ايراليبوت آيررايد وإنقاذ سجناء الاوتوبوتس الآخرين، الذين يفرون على متن وسائل النقل ديبستيكون. بعد ذلك، يشق أوبتيموس وبامبلبي وسايدسوايب طريقهم إلى خلية زيتا برايم، تحت حراسة ساوندويف وأتباعه فرينزي ورامبل وايزربريك. على الرغم من أن الأوتوبوت هزموا ساوندويف، فقد هرب هو وأتباعه، ولكن ليس قبل أن يطلقوا النار على زيتا برايم. ثم يعود أوبتيموس بجسد زيتا أمام المجلس الأعلى للأوتوبوت، الذي يعلنه رئيس الوزراء الجديد ويبلغه بأنشطة ميجاترون.
تم الأمر بإزالة دارك إنيرجون من قلب سايبرترون من قبل المجلس، أوبتيموس، برفقة صديقه القديم ايرونهايد والجندي الصاعد وورباث، ويسافر إلى المدخل إلى القلب، وهو الآن معقل ديسيبتيكون، حيث ينقذ الثلاثي أوميجا سوبريم، الذي تعرض للتعذيب بالدراك إنيرجون. بعد استدعاء راتشيت لشفاء أوميغا، منح الأوتوبوتات الوصول إلى النواة، حيث هزموا دودة فاسدة وعدد لا يحصى من الديسيبتيكون، قبل أن يتحدث أوبتيموس مع النواة. وتنص على أنه بسبب تضررها بشدة من دارك إنيرجون، لا يمكنها إصلاح نفسها إلا من خلال إغلاق نفسها، تاركة سايبرترون كوكبًا باردًا وقاحلًا وبلا حياة لملايين السنين؛ ومع ذلك، يمكن أن يبقى القلب حيًا جزئيًا أثناء الإصلاحات إذا حمل أوبتيموس قطعة صغيرة منه معه. يقبل أوبتيموس العبء وتتخلى النواة عن أساس أوتوبوت للقيادة.
مع إغلاق سايبرترون قريبًا، يأمر أوبتيموس بإخلاء جميع مدن أوتوبوت. مع وصول عمليات إخلاء الأوتوبوت إلى المدار، يتعرض الكثيرون للهجوم من قبل محطة الفضاء المدارية ميجاترون، والتي كانت تنتمي سابقًا إلى الأوتوبوت. يقود الروبوتات -سيلفربولت وجيتفاير وآيررايد- مهمة سرية لاستعادة السيطرة على المحطة والتسلل إليها وتدمير أنظمتها الحيوية. ومع ذلك، سرعان ما اكتشفوا أن ميجاترون قد غير المحطة وأصبحت الآن ديسبتيكون ضخمًا يُعرف باسم تريبتيكون، والذي يتحول إلى شكل الروبوت الخاص به. تحارب الروبوتات لفترة وجيزة التريبتيكون، حتى جعلوه يصطدم بالسايبرترون، حيث هبط في لاكون. على الرغم من أن التريبتيكون يدمر معظم المدينة، إلا أن أوبتيموس وبامبلبي وايرونهايد يواجهونه ويهزمونه في النهاية. بعد ذلك، كلف أوبتيموس سفينة ضخمة تُعرف باسم أرك لنقل الأوتوبوتات المتبقية إلى الفضاء، بينما بقيت مجموعة صغيرة فقط من الأوتوبوت بقيادة أوبتيموس على سايبرترون للدفاع عن الكوكب من قوات ميجاترون لأطول فترة ممكنة.

## التطوير والتسويق
تم الإعلان عن حرب من أجل سايبرترون في 16 ديسمبر 2009، وتم إصداره في أمريكا الشمالية في 22 يونيو 2010 مع إصدار منطقة بال التالي في 25 يونيو 2010. يتم تشغيله بواسطة أنريل أنجن. يتم التعامل مع فيزياء اللعبة باستخدام هافوك مكتبة الفيزياء. تم إصدار عرض توضيحي في 10 يونيو 2010 والذي سمح للاعبين بلعب العديد من المباريات متعددة اللاعبين باستخدام اثنين من فئات شخصيات اللعبة. صممت شركة هاي موون استوديو المطورة الذكاء الاصطناعي الودود بحيث يساعد اللاعب أي شخصيات مصاحبة أثناء تقدم اللاعب في القصة، ولكنها لا تزال تطلب من اللاعب التقدم خلال اللعبة. قال مدير اللعبة مات تيغر: «لا يقدم الرفاق القصة من أجلك. إنهم يصلون إلى النقطة ليرشدوك إلى أين تذهب، ولكن بعد ذلك سيتخذون مواقع دفاعية وينتظرون منك التقدم في القصة». «إنهم لا ينهون الأهداف من أجلك، لكنهم يحبون البقاء بالقرب منك، وسوف يعالجونك إذا أصبت بجروح بالغة، فهم أذكياء جدًا.»

### الإعداد والمؤامرة
عملت هاي موون استوديو والناشر أكتيفيجن مطور حر بمن أجل سايبرترون عن كثب مع هاسبرو لإنشاء تصميم وقصة اللعبة. قال تيجر: «أريد أن أصنع اللعبة التي كنت أنتظرها منذ 25 عامًا». جلب الاستوديو المفهوم والفكرة إلى هاسبرو للموافقة عليها. بدأ الأمر برسم تخطيطي لـ بامبلبي. «كان هذا هو الرسم الأول الذي مررناه عبر الطاولة إلى هاسبرو وقلنا» ما رأيكم يا رفاق؟ «ومن هنا بدأ كل شيء» قال تيجر. قدم هاي مون فكرة وضع اللعبة على سايبرترون خلال حرب المتحولون الأهلية بين الأوتوبوتس والديسيبتيكون. صرح آرون آرتشر، كبير مديري التصميم في هاسبرو، عن الإعداد القائم على سايبرترون «إنه مكان رائع حقًا [...] وكانت الأيام الأولى لتلك الحرب الأهلية بين الأوتووبوتس والديسيبتيكونس قصة لم يتم تجسيدها حقًا في أي شكل».
تم إعادة تصميم كل شخصية بالكامل للعبة، مع أخذ الإشارات من التكرارات السابقة من تقاليد المتحولون. صرح تيجر: «ما سمحوا لنا بفعله هو أخذ ملكية مرخصة ومعاملتها كعلامة تجارية IP جديدة». كانت أوضاع المركبات للشخصيات المعتمدة عليها تتكون في البداية من عجلات، ومع ذلك وجد المطورون أنها أعاقت طريقة اللعب عن طريق إزالة قدرة اللاعب على الهجوم أثناء وجوده في وضع المركبة. مع أخذ المعضلة إلى هاسبرو، اتفقت الشركتان على أن الشخصيات ستدير عجلاتها وتحوم أثناء وجودها في وضع المركبة، مما يسمح بمزيد من الحركة. ستعود المركبات بعد ذلك إلى الوضع التقليدي ذي العجلات أثناء استخدام تعزيز الشخصية، والحفاظ على ما أنشأه ترخيص المتحولون مع القانون السابق.
تم تصميم عالم سايبرترون بحيث يكون للمتحولون مقياس مناسب في عالمهم الأصلي. قال تيجر: «ليس من المنطقي أن تكون الأشياء أصغر منها في عالمهم»، مضيفًا أن "الشخصية الرئيسية في الحجم كانت تجعل عالمهم عملاقًا وضخمًا." صرح مات كريستيك، المصمم الرئيسي في هاي موون، أنه نظرًا لأن اللعبة ليست مرتبطة بفيلم، فقد تمكنوا من سرد قصتهم الخاصة. واستشهد بعالم جي 1 كمصدر إلهام للعبة. استشهد جيم دالي، فنان المفهوم الرئيسي في هاي موون، أيضًا بكون جي 1 هو الإلهام الرئيسي لتصميم سايبرترون نفسه، مشيرًا أيضًا إلى وجود عناصر من ديزني ترون وبليد رنر وألينز.
صرح آرون آرتشر من هاسبرو أن اللعبة ستكون جزءًا فقط من مجموعة أكبر من الوسائط. "لن تكون هذه نقطة الاتصال الوحيدة. إنه مكان كبير سنبني عليه." في لوحة بوتكون 2010، صرح مات تيغر، المدير الإبداعي لـ حرب من أجل سايبرترون، أن أكتيفيجن تجري حاليًا محادثات مع هاسبرو حول إنشاء عناوين إضافية. وأضاف أيضًا أن هاسبرو «تفكر» في توسيع نطاق علامتها التجارية في مجال ألعاب الفيديو. أوضح جو موسكون، مدير الحسابات الأول لفريق العلاقات العامة في هاسبرو، أن حرب من أجل سايبرترون في نفس الاستمرارية مثل سلسلة المتحولون: سلسلة الرسوم المتحركة الأولية والمتحولون: رواية الخروج، وأن هذا سيكون الاستمرارية الأساسية للمضي قدمًا. أصدرت هاسبرو مجموعة ألعاب تعتمد على إعداد حرب من أجل سايبرترون. أصدرت هاسبرو شخصيات متحولون لـ أوبتيموس برايم وبامبلبي وميجاترون وساوندويف من اللعبة تحت شعار المتحولون: راية الأجيال.

### الصوت
تم تأليف الموسيقى التصويرية لإصدارات وحدة التحكم بواسطة تايلر بيتس. الموضوع الختامي هو "Till All Are One" لـستان بوش، من ألبومه لعام 2007 In This Life. يعود بيتر كولين إلى صوت أوبتيموس، بعد أن أعرب عن الشخصية عدة مرات في امتياز المتحولون. ومن بين الممثلين الصوتيين الآخرين كاري والغرين في دور أرسي وليام أوبراين في دور أير رايد وجوني يونغ بوش في دور بامبلبي وفريد تاتاسكيور في دور ميجاترون وراتشيت وأوميجا سوبريم وتريبتيكون وكيث شارابايكا في دور ايرونهايد وستيفن بلوم في دور باريكاد وشوكويف ونولان نورث مثل براول وسام ريجل في دور ستارزكريم.

### المحتوى القابل للتنزيل
تم إنتاج حزمتي محتوى قابلتين للتنزيل لإصدارات وحدة التحكم من اللعبة. تم الإعلان عن المجموعة الأولى، التي تحمل اسم حزمة الأحرف والخريطة 01 البسيطة، في 2 يوليو 2010. تحتوي حزمة الأحرف والخريطة 01 على ثلاثة شخصيات حصرية سبق طلبها مسبقًا، وهي ديموليشور وجاز وشوكويف، بالإضافة إلى شخصيتين جديدتين هما أونسلوت وسكاترشوت. يتم أيضًا تضمين أربع خرائط متعددة اللاعبين جديدة. خريطتان حصريتان لوضع التصعيد الخاص باللعبة، بينما يتم استخدام الخريطتين الأخريين في جميع أوضاع اللعبة الأخرى. تم إصداره في 27 يوليو 2010. الحزمة الثانية، المعروفة باسم Character and Map Pack 02، تضيف الشخصيات ديد إند وزيتا برايم وخمس خرائط جديدة. تم إصداره في 7 سبتمبر 2010.

### اغلاق الخوادم
اعتبارًا من عام 2020، تم إغلاق خوادم لعبة حرب من أجل سايبرترون متعددة اللاعبين، مثل الألعاب الأخرى التي نشرتها أكتيفيجن.

## الاستقبال
| المتحولون: حرب من أجل سايبرترون |                                        |
| --- | -------------------------------------- |
| الدرجات الإجمالية المجموع نقاط غيم رانكينغز 76.25% (PC) [ 19 ] 78.47% (PS3) [ 20 ] 79.45% (X360) [ 21 ] ميتاكريتيك 75/100 (PC) [ 22 ] 77/100 (PS3) [ 23 ] 76/100 (X360) [ 24 ] نتائج المراجعة نشرة نقاط 1أب.كوم B+ [ 25 ] يورو غيمر 6/10 [ 26 ] جي 4 4/5 [ 27 ] غيم إنفورمر 8.5/10 [ 28 ] غيم برو [ 29 ] غيم سبوت 6.5/10 [ 30 ] آي جي إن 9/10 [ 31 ] عالم البلاي ستيشن 7.5/10 [ 32 ] |                                        |
| الدرجات الإجمالية |                                        |
| المجموع | نقاط                                   |
| غيم رانكينغز | 76.25% (PC) 78.47% (PS3) 79.45% (X360) |
| ميتاكريتيك | 75/100 (PC) 77/100 (PS3) 76/100 (X360) |
| نتائج المراجعة |                                        |
| نشرة | نقاط                                   |
| 1أب.كوم | B+                                     |
| يورو غيمر | 6/10                                   |
| جي 4 | 4/5                                    |
| غيم إنفورمر | 8.5/10                                 |
| غيم برو | [ 29 ]                                 |
| غيم سبوت | 6.5/10                                 |
| آي جي إن | 9/10                                   |
| عالم البلاي ستيشن | 7.5/10                                 |

كان رد الفعل النقدي إيجابيًا بشكل عام، حيث أشارت العديد من المراجعات إلى أن لعبة حرب من أجل سايبرترون تعد تحسنًا مقارنة بألعاب المتحولون السابقة. كانت النتائج الإجمالية عبر جميع الأنظمة الأساسية الثلاثة موحدة إلى حد ما. يحمل إصدار الكمبيوتر درجة 76.25٪ في غيم رانكينغيز و76/100 في ميتاكريتيك. يحتوي إصدار بلاي ستيشن 3 على 78.47٪ و77/100 في الموقعين المجمعين، بينما يبلغ إصدار إكس بوكس 360 درجات 79.45٪ و76/100. تراوحت نتائج المراجعات الفردية من موافقة مجلة إدج بنسبة 50٪ إلى موافقة بنسبة 94٪ من قِبل غيمينج تريند.
أشاد المراجعون بالتمثيل الصوتي في اللعبة. وأشار مات كيل من جي 4 إلى أن العمل الصوتي لبيتر كولين مثل أوبتيموس كان «قائدًا ومألوفًا»، مضيفًا أن الممثلين الآخرين «يبذلون قصارى جهدهم لتكرار أصوات الرسوم المتحركة الأصلية.» وافق مايك نيلسون من غيم إنفورمر وأشار إلى حوار اللعبة الممتاز، مشيرًا إلى أن «النص يحتوي على كل الميلودراما المجهدة التي تتوقعها من الروبوتات الناطقة العملاقة.» كما أعطى العديد من النقاد درجات عالية في لعبة حرب من أجل سايبرترون المتعددة اللاعبين. أشار آرثر جيس من أي جي إن إلى التأثيرات من أنريل شامبيونشيب وتريبس وتيم فورتريس 2 وباتلفيلد: باد كومبني 2 مضيفًا أن «حرب من أجل سايبرترون تستفيد من آلية التحول الخاصة بها لإنشاء شيء يبدو جديدًا بشكل صادم.» أشار توم ماكشيا من غيم سبوت إلى أن وضع التصعيد في اللعبة قد وفر تطورًا للمتحولين في وضع الحشد لـ غيرز أوف وور. أشارت كات بيلي من غيم برو إلى أن تعدد اللاعبين كان «على الأرجح الجزء الأكثر جاذبية في النسخة»، مضيفة أنه يحتوي على «مجموعة قوية من الخيارات». أشاد مات ميلر من 1UP.com بالقدرة على اللعب خلال فريق اللعبة مع ما يصل إلى ثلاثة لاعبين عبر الإنترنت، كما قال مات كيل من جي 4. كما أشاد كلا المراجعين بتصميمات الشخصيات الجديدة، ووصفها كيل بأنها «مبتكرة». أشاد جون ميكس ماير من Wired.com بطول حملة اللعبة، مشيرًا إلى أن «حملة اللاعب الفردي التي تستمر 10 ساعات في اللعبة تعني أن هناك متسعًا من الوقت للتحولات المجنونة لتبختر عناصرها». أشاد جون هامبلين من يورو غيمر برسومات التحول. وذكر أن اللاعبين «سيتمنون أحيانًا أن يكون هناك خيار ماكس باين للحركة البطيئة حتى تتمكن من تقدير الفروق الدقيقة في هذه الأعمال أكثر من ذلك بقليل.»
أثار التصميم المرئي المتكرر لسايبرترون انتقادات من النقاد. صرح توم ماكشيا من غيم سبوت أن «غالبية اللعبة تتطلب المشي عبر ممرات متشابهة المظهر». كما استشهد جيف جيرستمان من قنبلة عملاقة بصور متكررة، لكنه أقر بأن «العالم المعدني لسايبرترون لا يصلح بشكل خاص للعديد من التنوع البيئي.» أثار مات ميلر من 1UP.com أيضًا مشكلة مع المرئيات المتكررة، لكنه قدم نقطة مقابلة في قوله «هناك مجموعة من الميزات في مكانها لإنقاذ اللعبة من التصاعد إلى المستوى المتوسط». أشار هامبلين من يورو غيمر وتوم ماكشيا من غيم سبوت أيضًا إلى النقص الهائل في الذخيرة في اللعبة. «إن مشاهدة اللورد ميجاترون وهو يعاني مرارًا وتكرارًا من إهانة إطلاق النار عليه من قبل طائرات بدون طيار بينما كان يائسًا ينظف الحطام بحثًا عن صندوق ذخيرة بعيد المنال [...] هو أمر محزن تمامًا». لقد كان أكثر انتقادًا لنظام نقاط التفتيش في اللعبة، والذي غالبًا ما يترك اللاعبين في مواقف صعبة عند إعادة النشر.
تلقت نسخة المحتوى الأولى القابلة للتنزيل استقبالًا مختلطًا من آرثر جيس من آي جي إن. بينما أشاد بتصميم الخرائط متعددة اللاعبين، أشار إلى أن عدم وجود لاعبين عبر الإنترنت لحرب من أجل سايبرترون أضر بالقدرة على تشغيل المحتوى الجديد عبر الإنترنت. صرح جيس أنه حاول استضافة خريطتي التصعيد، مضيفًا أنه انتظر عدة دقائق حتى ينضم اللاعبون، لكنه لم ينجح. وقال «هذه هي المشكلة». «الحرب من أجل سايبرترون متعددة اللاعبين متكاملة، ولكنها متروكة.» ذهب جيس للإشارة إلى ذروة تعداد السكان لما يقرب من 4600 لاعب على إكس بوكس لايف و800 على شبكة بلاي ستيشن و158 لاعبًا فقط على إصدار الكمبيوتر الشخصي في وقت كتابة هذا التقرير. على الرغم من قلة اللاعبين عبر الإنترنت، فقد شعر أن المحتوى قد يلائم احتياجات اللاعب، حيث قال «إذا كان لديك تسعة أصدقاء آخرين اشتروا وور فور سايبرترون ويمكنهم إعداد مبارياتك الخاصة، فقد تكون حزمة الأحرف والخريطة 01 تستحق المراجعة.»

## التتمة
تم الإعلان عن تكملة للعبة في نوفمبر 2010. صرح مارك بيلشر، ممثل هاسبرو، «هذا هو النجاح الأكثر تقييمًا والأكثر أهمية من أي لعبة تحمل علامة هاسبرو التجارية حتى الآن ونتطلع إلى تكملة في عام 2012». كان مقررًا إصدارها عام 2012، وعنوانها الرسمي، المتحولون: سقوط سايبرترون، تم الكشف عنها في 6 أكتوبر 2011. وهي استمرار مباشر للحرب من أجل سايبرترون، مكملاً قصة زوال كوكب سايبرترون ونزوح المتحولون. تم تأكيد ظهور واحد أوتوبوب جديد، يدعى جريملوك في إعلان العنوان.